# Charlotte Bonnet
Charlotte Bonnet (Enghien-les-Bains, 14 februari 1995) is een Franse zwemster. Ze vertegenwoordigde haar vaderland op de Olympische Zomerspelen 2012 in Londen.

## Carrière
Bij haar internationale debuut, op de wereldkampioenschappen zwemmen 2011 in Shanghai, eindigde Bonnet samen met Camille Muffat, Coralie Balmy en Ophélie-Cyrielle Etienne als vierde op de 4x200 meter vrije slag. Op de Europese kampioenschappen kortebaanzwemmen 2011 in Szczecin werd de Française bij al haar optredens uitgeschakeld in de series.
Tijdens de Olympische Zomerspelen van 2012 in Londen strandde Bonnet in de series van de 100 meter vrije slag. Op de 4x200 meter vrije slag veroverde ze samen met Camille Muffat, Ophélie-Cyrielle Etienne en Coralie Balmy de bronzen medaille, samen met Laure Manaudou, Fanny Babou en Justine Bruno werd ze uitgeschakeld in de series van de 4x100 meter wisselslag. In Chartres nam de Française deel aan de Europese kampioenschappen kortebaanzwemmen 2012. Op dit toernooi sleepte ze de zilveren medaille in de wacht op de 200 meter vrije slag en de bronzen medaille op de 100 meter vrije slag, op de 4x50 meter vrije slag eindigde ze samen met Camille Muffat, Mélanie Henique en Anna Santamans op de vierde plaats.

## Internationale toernooien
| Jaar | Olympische Spelen                                               | WK langebaan         | WK kortebaan                                | EK langebaan                                          | EK kortebaan                                                                                        |
| ---- | --------------------------------------------------------------- | -------------------- | ------------------------------------------- | ----------------------------------------------------- | --------------------------------------------------------------------------------------------------- |
| 2011 |                                                                 | 4e 4x200m vrije slag |                                             |                                                       | 24e 50m vrije slag 23e 100m vrije slag 13e 200m vrije slag 34e 200m wisselslag 11e 4x50m wisselslag |
| 2012 | 20e 100m vrije slag · 4x200m vrije slag · 14e 4x100m wisselslag |                      | geen deelname                               | geen deelname                                         | 100m vrije slag · 200m vrije slag · 4e 4x50m vrije slag ·                                           |
| 2013 |                                                                 | 4x100m vrije slag    |                                             |                                                       | 200m vrije slag                                                                                     |
| 2014 |                                                                 |                      | 4x50m wisselslag                            |                                                       | |
| 2015 |                                                                 |                      |                                             |                                                       | |
| 2016 |                                                                 |                      | 200m vrije slag · 4x100m vrije slag gemengd |                                                       | |
| 2017 |                                                                 |                      |                                             |                                                       | 200m vrije slag · 4x50m wisselslag · 4x50m wisselslag gemengd                                       |
| 2018 |                                                                 |                      | 11-16 december                              | 4x100m vrije slag · 200m vrije slag · 100m vrije slag | |

## Persoonlijke records
Bijgewerkt tot en met 14 april 2013
Kortebaan
| Afstand         | Tijd    | Datum            | Plaats   |
| --------------- | ------- | ---------------- | -------- |
| 100m vrije slag | 53,04   | 22 november 2012 | Chartres |
| 200m vrije slag | 1.54,00 | 25 november 2012 | Chartres |
| 400m vrije slag | 4.11,61 | 5 december 2010  | Chartres |

Langebaan
| Afstand         | Tijd    | Datum         | Plaats      |
| --------------- | ------- | ------------- | ----------- |
| 100m vrije slag | 54,45   | 11 april 2013 | Rennes      |
| 200m vrije slag | 1.57,36 | 14 april 2013 | Rennes      |
| 400m vrije slag | 4.13,61 | 10 juni 2012  | Monte Carlo |